# Дом Урусовых — Радищева
Дом Радищева (главный дом усадьбы Урусовых, дом Урусовых-Радищева) – здание в районе Хамовники Центрального административного округа города Москвы, расположенный по адресу Большой Афанасьевский переулок, д. 9. Является объектом культурного наследия федерального значения .

## История
Современное здание построено в 1825 году в стиле классицизм на основе ранее расположенного на этом месте здания, которое, по всей видимости, сгорело во время занятия французами Москвы, и по описи 1822 года продолжало числиться, как «обгорелое каменное строение». Современное здание перестроено по заказу генерал-майора В. А. Урусова из двухэтажного дома. Здание имеет характерные для своего времени архитектурные черты: оно построено из камня и имеет подвал, первый этаж имеет руст, тосканский портик с четырьмя пилястрами на втором этаже. Дом построен в Большой Афанасьевском переулке и наряду с несколькими зданиями поблизости, также построенных в начале 19 в., создаёт характерную для дворянских районов Москвы среду. Среди окружающей застройки здание выделяется правильными пропорциями лепными медальонами и фризом портика. Н. П. Анциферов в 1920-е годы писал, что это здание, наряду с окружающими (к настоящему времени большинство из них не сохранилось) «создают комплекс, который позволяет и в наши дни разглядеть облик Старой Конюшенной слободы, какой она была более ста лет назад… Богатая лепка с античными мотивами стиля ампир, чугунные решётки, фронтоны с гербами…».
Владельцы здания многократно менялись, в частности в начале 20 в. здесь жил физик А. И. Бачинский.